# Beyond the Apocalypse
Beyond the Apocalypse è il secondo album del gruppo musicale black metal norvegese 1349, pubblicato nel 2004.

## Tracce
1. Chasing Dragons – 6:31 (Ravn, Archaon)
2. Beyond the Apocalypse – 4:01 (Ravn, Archaon, Tjalve)
3. Aiwass-Aeon – 3:32 (Ravn, Archaon, Tjalve, Seidemann)
4. Nekronatalenheten – 4:30 (Ravn, Archaon, Tjalve, Seidemann)
5. Perished in Pain – 3:57 (Ravn, Archaon, Tjalve, Seidemann)
6. Singer of Strange Songs – 7:30 (Archaon, Tjalve, Seidemann)
7. Blood Is the Mortar – 3:52 (Archaon, Destroyer, Tjalve, Frost)
8. Internal Winter – 7:41 (Archaon, Tjalve, Seidemann)
9. The Blade – 5:58 (Ravn, Tjalve, Seidemann)

## Formazione
- Ravn - voce
- Tjalve - chitarra
- Archaon - chitarra
- Seidemann - basso
- Frost - batteria